# Liste des maires de Rignieux-le-Franc

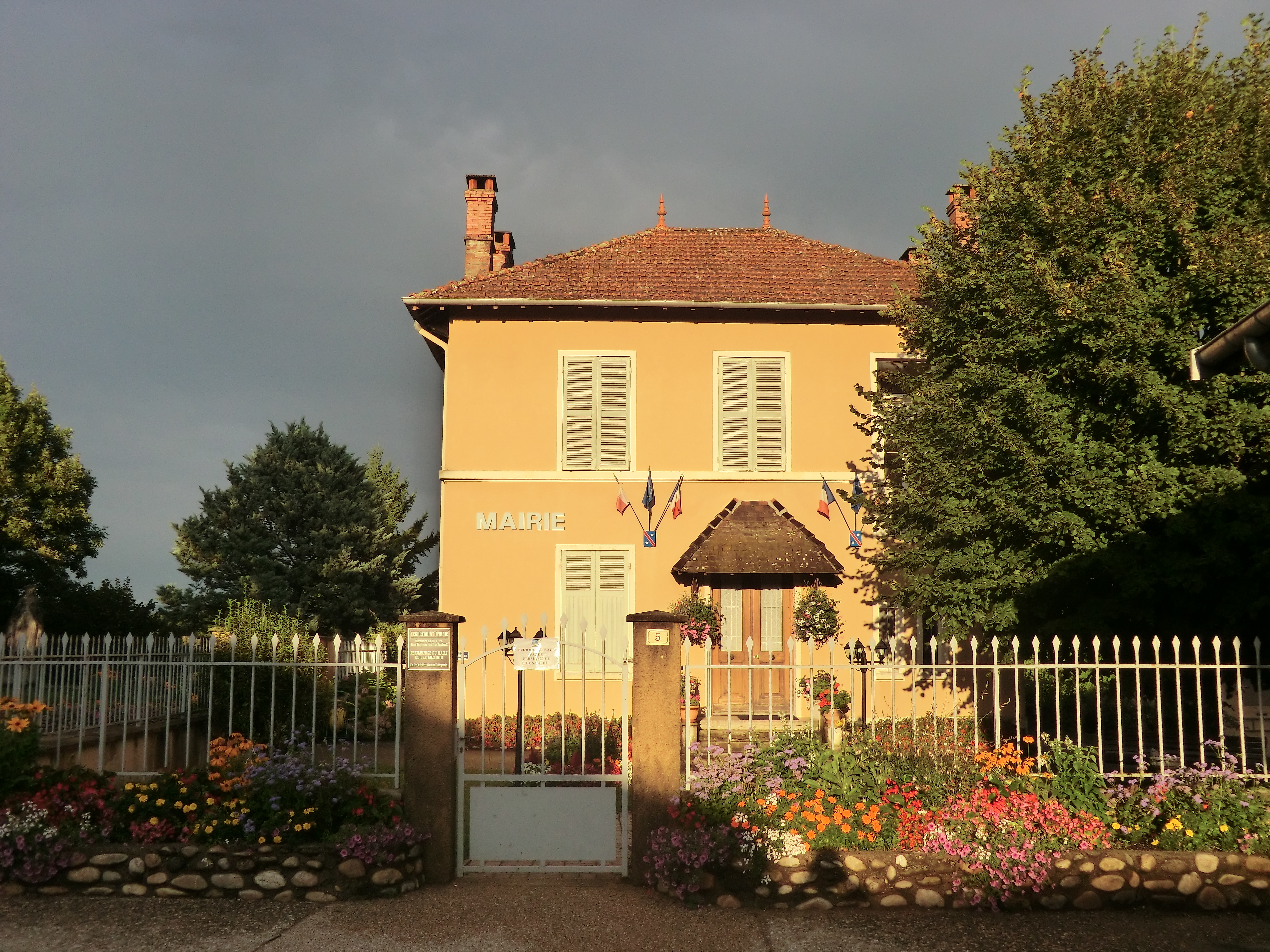
La mairie de Rignieux-le-Franc.

La liste des maires de Rignieux-le-Franc présente la liste des maires de la commune de Rignieux-le-Franc.

## Liste
| Période         | Période         | Identité                       | Étiquette             | Qualité |
| --------------- | --------------- | ------------------------------ | --------------------- | ------- |
| An IV           | An VI           | Alexis Levrat                  |                       |         |
| An VI           | 24 mai 1800     | Jean Girard                    |                       |         |
| 24 mai 1800     | 13 mai 1812     | Jean Girard                    |                       |         |
| 1813            | 1816            | Maximilien Debar               |                       |         |
| 11 mai 1816     | 25 juillet 1821 | Claude Jacquemet               |                       |         |
| 25 juillet 1821 | 8 mars 1826     | Pierre Jacquemet               |                       |         |
| Octobre 1826    | 1840            | Jacques Paul Girard            |                       |         |
| 1840            | 1848            | Ildephonse Pitrat              |                       |         |
| 1848            | 20 Juin 1853    | Jacques Paul Girard            |                       |         |
| 20 Juin 1853    | 30 avril 1860   | Jean Curtet                    |                       |         |
| 30 Avril 1860   | 1863            | Frédéric Fournier              |                       |         |
| Août 1863       | Début 1872      | Jacques Paul Girard            |                       |         |
| 1872            | Mai 1888        | Antoine Levrat                 |                       |         |
| Mai 1888        | Décembre 1919   | Pierre Jacquemet               |                       |         |
| Décembre 1919   | 1921            | Noêl Adrien Francisque Varenne |                       |         |
| 1921            | Mai 1925        | Jean Marechal                  | Républicain de Gauche |         |
| Mai 1925        | 1945            | Michel Thimon                  |                       |         |
| Mai 1945        | 1971            | Claude Thievon                 | Radical Socialiste    |         |
| 1971            | 1986            | Michel Thimon                  | DVG                   |         |
| 1986            | Mars 1989       | Albert Jacquemet               |                       |         |
| Mars 1989       | 2004            | Hélène Landry                  | DVD                   |         |
| 2004            | En cours        | Jean-Marie Castellani          |                       |         |

## Pour approfondir